# Urt
Urt (baskisch: Ahurti) ist eine französische Gemeinde mit 2.342 Einwohnern (Stand: 1. Januar 2022) im Département Pyrénées-Atlantiques in der Region Nouvelle-Aquitaine. Sie gehört zum Arrondissement Bayonne und zum Kanton Nive-Adour. Die Einwohner werden Urtois (oder baskisch: Ahurtiar) genannt.

## Geografie
Die Gemeinde liegt im französischen Baskenland in der historischen Provinz Labourd am Fluss Adour, in den hier die Joyeuse mit ihrem Zufluss Suhihandia einmündet. Umgeben wird Urt von den Nachbargemeinden Saint-Laurent-de-Gosse im Norden und Nordwesten, Guiche im Nordosten, Bardos im Osten, Hasparren im Süden, Briscous im Westen und Südwesten, Urcuit im Westen sowie Saint-Barthélemy im Nordwesten.
Durch die Gemeinde führen die Autoroute A64 und die frühere Route nationale 636 (heutige D936). Der Bahnhof der Gemeinde liegt an der Bahnstrecke Toulouse–Bayonne.

## Bevölkerungsentwicklung
| Jahr      | 1962 | 1968 | 1975 | 1982 | 1990 | 1999 | 2006 | 2012 | 2018 |
| Einwohner | 1180 | 1047 | 1055 | 1120 | 1583 | 1702 | 1988 | 2220 | 2316 |

## Sehenswürdigkeiten
- Kirche Assomption-de-la-Bienheureuse-Vierge-Marie, 1675 erbaut
- Kapelle Immaculée-Concepcion, erbaut 1863
- Kloster Notre-Dame de Belloc, Benediktinerkloster, 1875 erbaut
- Haus des französischen Semiotikers Roland Barthes

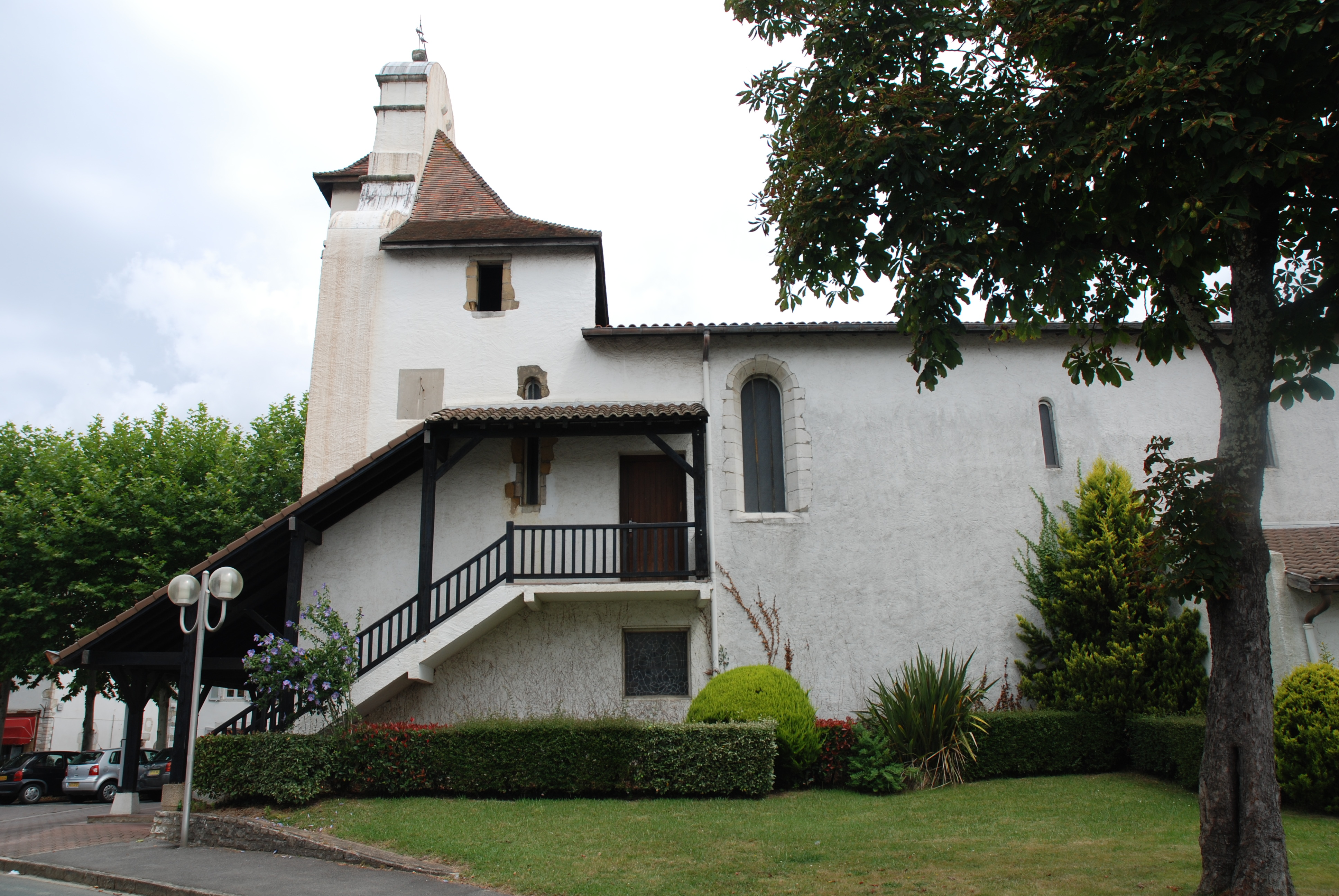
Kirche Assomption-de-la-Bienheureuse-Vierge-Marie
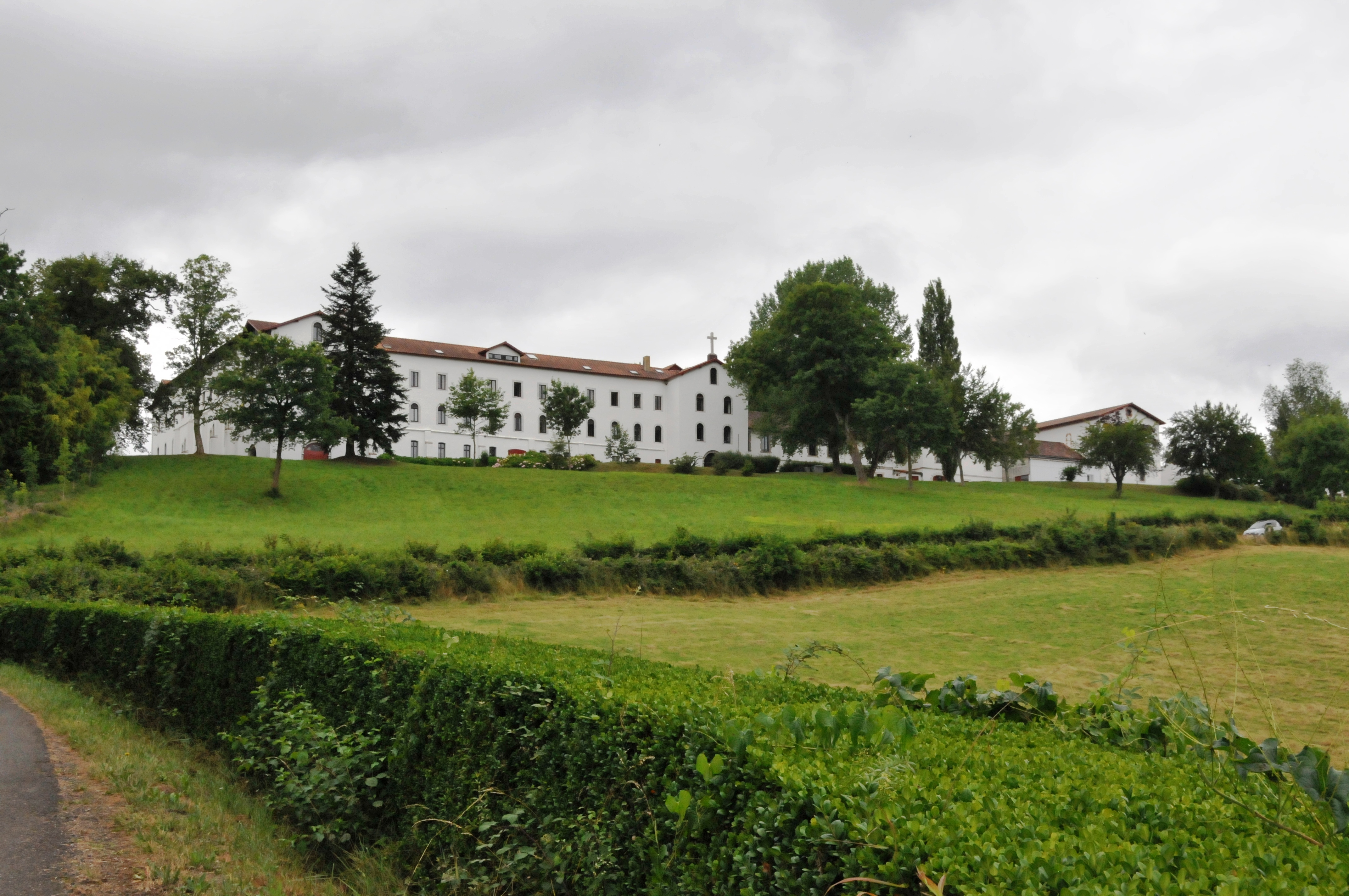
Kloster Notre-Dame de Belloc